# Maratecoara formosa
Maratecoara formosa – gatunek ryby z rodziny strumieniakowatych. Występuje w dorzeczu Tocantins w Ameryce Południowej. Osiąga do 5 cm długości.